# حقوق الإنسان في أنغولا
تعرضت أنغولا لانتقادات شديدة امتدت لفترة زمنية طويلة بسبب سجلها السيء في مجال حقوق الإنسان. ذكر تقرير صادر عن وزارة الخارجية الأمريكية في عام 2012: «إنّ أفظع ثلاثة انتهاكات لحقوق الإنسان في عام 2012 هي الفساد الرسمي والإفلات من العقاب والقيود المفروضة على حريات التجمع وتأسيس المنظمات والكلام والصحافة والعقوبات القاسية والمفرطة بما في ذلك حالات التعذيب والضرب وكذلك أعمال القتل غير القانونية على أيدي رجال الشرطة وغيرهم من أفراد الأمن، ومن بين انتهاكات حقوق الإنسان الأخرى: أوضاع السجون المزرية والتي قد تهدد حياة السجناء، والاعتقال والاحتجاز التعسفي، الاحتجاز الطويل قبل المحاكمة، إفلات مرتكبي انتهاكات حقوق الإنسان من العقاب، ضعف العملية القضائية وعدم كفاءتها، التعدي على حقوق الخصوصية للمواطنين وعمليات الإخلاء القسري دون تعويض، القيود المفروضة على المنظمات غير الحكومية، التمييز والعنف ضد المرأة، إساءة معاملة الأطفال والاتجار بالأشخاص، والتمييز العنصري ضد الأشخاص ذوي الإعاقة والسكان الأصليين والأشخاص المصابين بفيروس نقص المناعة البشرية (الإيدز)، القيود المفروضة على حقوق العمال، والعمل دون أجر».

## خلفية تاريخية
كانت أنغولا مستعمرة برتغالية منذ فترة طويلة، وشنت حرب الاستقلال التي استمرت بين عامي 1961 و1975.
حصلت أنغولا على استقلالها عن البرتغال في عام 1975، وسقطت على الفور في حرب أهلية دامية وحشية بين الحركة الشعبية لتحرير أنغولا (MPLA) التي كان يدعمها بشكل أساسي الاتحاد السوفيتي وكوبا وبين الاتحاد الوطني للاستقلال التام لأنجولا (UNITA) بدعم من الولايات المتحدة الأمريكية وجنوب أفريقيا. جنّد كلا الجانبين الأطفال في النزاع وقد اعتبرت أحد أنواع الحروب بالوكالة خلال فترة الحرب الباردة. انتهت الحرب في عام 2002 بفوز الحركة الشعبية لتحرير أنغولا وأسفرت عن أزمة إنسانية هائلة. لم يحصل 80% من سكان أنغولا في عام 2003 على الرعاية الطبية الأساسية وكان 60% منهم لا يملكون مياه صالحة للشرب. ذكرت تقارير منظمة (بيت الحرية): «أودت الحرب الأهلية في أنغولا بحياة ما يقدر بمليون شخص، ونزح أكثر من أربعة ملايين شخص، وأجبرت الحرب أكثر من نصف مليون شخص على الفرار إلى البلدان المجاورة. أعيد توطين العديد من الأشخاص بلا أرض أو موارد أساسية أو حتى هوية. تم إبطاء عملية إعادة التوطين بسبب وجود ما يقدر بنحو 500000 لغم أرضي وبنية تحتية مدمرة بسبب الحرب، ثم تم إجراء الانتخابات التشريعية بتاريخ سبتمبر / أيلول عام 2008 حيث تأخرت مرارًا وتكرارًا منذ عام 1997».
تعتبر أنغولا جمهورية دستورية تديرها الحركة الشعبية لتحرير أنغولا (MPLA) منذ عام 1975، يشغل منصب الرئيس جوزيه إدواردو دوس سانتوس. اقترحت مقالة نشرت في صحيفة الجارديان في أكتوبر / تشرين الأول عام 2010 أن: «النفط والماس والألغام الأرضية ليست سوى ثلاثة عناصر لفهم طبيعة هذه البلد، ويمكن أن نضيف إليها الفقر والقمع وشلل الأطفال... أنغولا الآن واحدة من أكبر منتجي النفط في أفريقيا، لكنها لا تزال واحدة من أفقر دول العالم». أصبح دوس سانتوس أقدم زعيم في إفريقيا بعد سقوط القذافي واعتمد في عام 2010 دستورًا جديدًا ألغى من خلاله الانتخابات الرئاسية المباشرة وألغى منصب رئيس الوزراء مما عزز من موقعه الثابت بقوة. وعلى الرغم من تضمّن الدستور الجديد لبنود كثيرة تنص على حماية حرية التعبير وتكوين الجمعيات والمنظمات فقد وصفه راؤول داندا من حزب الاتحاد الوطني للاستقلال التام لأنجولا المعارض بأنه «عملية احتيال» وقال أنَّ زملائه أعضاء الحزب يرتدون ملابس سوداء «لأن إقرار هذا الدستور يشبه الذهاب إلى المقبرة لدفن الديمقراطية». صنفت منظمة بيت الحرية أنغولا منذ عام 1975 كبلد غير حر، باستثناء عام 1991 حيث صُنفت كبلد حرة جزئيًا.

## الحقوق الأساسية
يحظر دستور أنغولا وقانونها التمييز على أساس العرق أو الجنس أو الدين أو الإعاقة أو اللغة أو الوضع الاجتماعي، لكن الحكومة لم تمنع هذه البنود بشكل فعلي في عام 2012.
كتبت هيومن رايتس ووتش في أغسطس / آب عام 2012: «على الرغم من أن دستور أنغولا لعام 2010 يضمن الحقوق الأساسية في حرية التعبير والتجمع السلمي وحرية الإعلام، تقيد الحكومة بشكل متزايد ممارسة هذه الحقوق». أشار تقرير وزارة الخارجية الأمريكية لعام 2011 إلى اعتقادهم أن الحكومة الأنغولية تراقب بشكل غير قانوني الصحفيين والمعارضين للحكومة وغيرهم، وأن الصحفيين في البلاد يتعرضون للاعتقال والمضايقة والاتهام بالتشهير، وأنَّ بعض الصحفيين كانوا ضحايا حوادث إطلاق النار وطعن وسطو. وأنّ معظمهم يراقب ويحمي نفسه بشكل ذاتي. وغالبًا ما يتم الضغط على الشركات من قبل الحكومة لسحب الإعلانات التي تنتقدها من وسائل الإعلام. يوجد القليل من وسائل الاعلام المستقلة خارج لواندا. ويُعتقد أن أصحاب معظم الصحف المملوكة ملكية خاصة لهم علاقات حكومية. تنتقد بعض وسائل الإعلام المستقلة الحكومة بقسوة دون أن تعاقب على ذلك.
ووفقًا لهيومن رايتس ووتش فإن الحكومة «أقرت تشريعات تقيد المجتمع، وتتباطئ بالسماح لمحطات الإذاعة الخاصة والمجتمعية بالعمل في المناطق الداخلية في أنغولا، وقد توسعت وسائل الإعلام المملوكة للدولة والخاضعة للرقابة وسيطرت على وسائل الإعلام المملوكة ملكية خاصة، وقامت بعمليات ملاحقة وتخويف للصحفيين المستقلين والنشطاء المدنيين».
قامت قوات الشرطة في أنغوليا خلال عام 2009 «بقتل 61 شخصًا بشكل تعسفي». يؤدي استخدام الشرطة للقوة بشكل مفرط وروتيني إلى قتل الناس. وفقًا لمنظمة العفو الدولية «اتُهم ضباط الشرطة بإطلاق النار وقتل مدنيين خارج اوقات العمل» في عدة حالات في عام 2011 وحده. ولم يُقدم معظم المتهمين إلى العدالة بحلول نهاية العام. لاحظت هيومن رايتس ووتش في عام 2012 أن دوس سانتوس «واجه موجة انتقادات غير مسبوقة» في عام 2011 مع تزايد الاحتجاجات المناهضة للحكومة والتي استمدت إلهامها من حركات الربيع العربي المؤيدة للديمقراطية والتي استجابت لها السلطات باستخدام القوة المفرطة ومنع التغطية الإعلامية للمظاهرات.
ذكرت هيومن رايتس ووتش في يوليو / تموز عام 2012 أن حكومة أنغولا «تستهدف منظمي الاحتجاجات باعتقالهم واحتجازهم بشكل تعسفي ردًا على المظاهرات المتزايدة التي تنتقد الحكومة أو سياساتها». وأشارت هيومن رايتس ووتش إلى أن أنغولا شهدت «احتجاجات عامة غير مسبوقة منذ عام 2011» أقامها الشباب والجنود المتقاعدون. حيث طالب الشباب «بالإصلاحات الاجتماعية واستقالة الرئيس جوزيه إدواردو دوس سانتوس» وطالب الجنود المتقاعدون «بمزايا اجتماعية طال انتظارها». وقد استجابت السلطات لاحتجاجات الشباب «بشن حملات عنيفة متزايدة، واعتقلت العديد من قادة المتظاهرين والصحفيين وقادة المعارضة». تم تفريق واحدة من المظاهرات التي اكتسبت زخمًا وحضورًا كبيرًا بالغاز المسيل للدموع وإطلاق النار، وسجن أكثر من 50 متظاهرًا بالإضافة إلى زعيم لجنة مطالب الجنود المتقاعدين. ذكرت منظمة العفو الدولية أنَّ حكومة مقاطعة لواندا قد أصدرت في سبتمبر / أيلول 2011 «قانونًا يصنف المناطق التي يمكن استخدامها للتجمعات والمظاهرات. وقد استبعد ميدان الاستقلال الذي جرت فيه معظم المظاهرات المناهضة للحكومة خلال العام».
صدر تقرير في أغسطس / آب عام 2012 حمل عنوان (الانتخابات المقبلة في أنجولا: هجمات على وسائل الإعلام والتجمعات) اتهمت فيه هيومن رايتس ووتش حكومة أنغوليا بمسؤوليتها عن «العديد من حوادث العنف السياسي وتخويف المتظاهرين وقمع المظاهرات السلمية». وذكر التقرير الحملات على الاحتجاجات السلمية والإعلام وحوادث العنف السياسي والترهيب المتزايدة. «إنّ حوادث العنف السياسي ضد الصحفيين والناشطين في المجتمع المدني وغيرهم ممن يسعون إلى التعبير عن آرائهم أو انتقاد حكومة الرئيس جوزيه إدواردو دوس سانتوس في تصاعد مستمر»، وقام رجال الشرطة والأمن الذين يرتدون ملابس مدنية «بتفريق المظاهرات المناهضة للحكومة وضرب واعتقال المتظاهرين السلميين والمنظمين والسياسيين المعارضين ومنع وترهيب الصحفيين» وقد سعت وسائل الإعلام التي تديرها الحكومة «إلى إلزام الناشطين المحتجزين بالإدلاء بشهادات تجرّم أحزاب المعارضة».